# Banraeaba Village
Banraeaba Village är en ort i Kiribati.   Den ligger i örådet Tarawa och ögruppen Gilbertöarna, i den sydöstra delen av landet, 7 km öster om huvudstaden Tarawa. Banraeaba Village ligger 11 meter över havet och antalet invånare är 1 789.
Terrängen runt Banraeaba Village är mycket platt.  Närmaste större samhälle är Tarawa, 6,7 km väster om Banraeaba Village. 